# Wojciechów (Wilków)

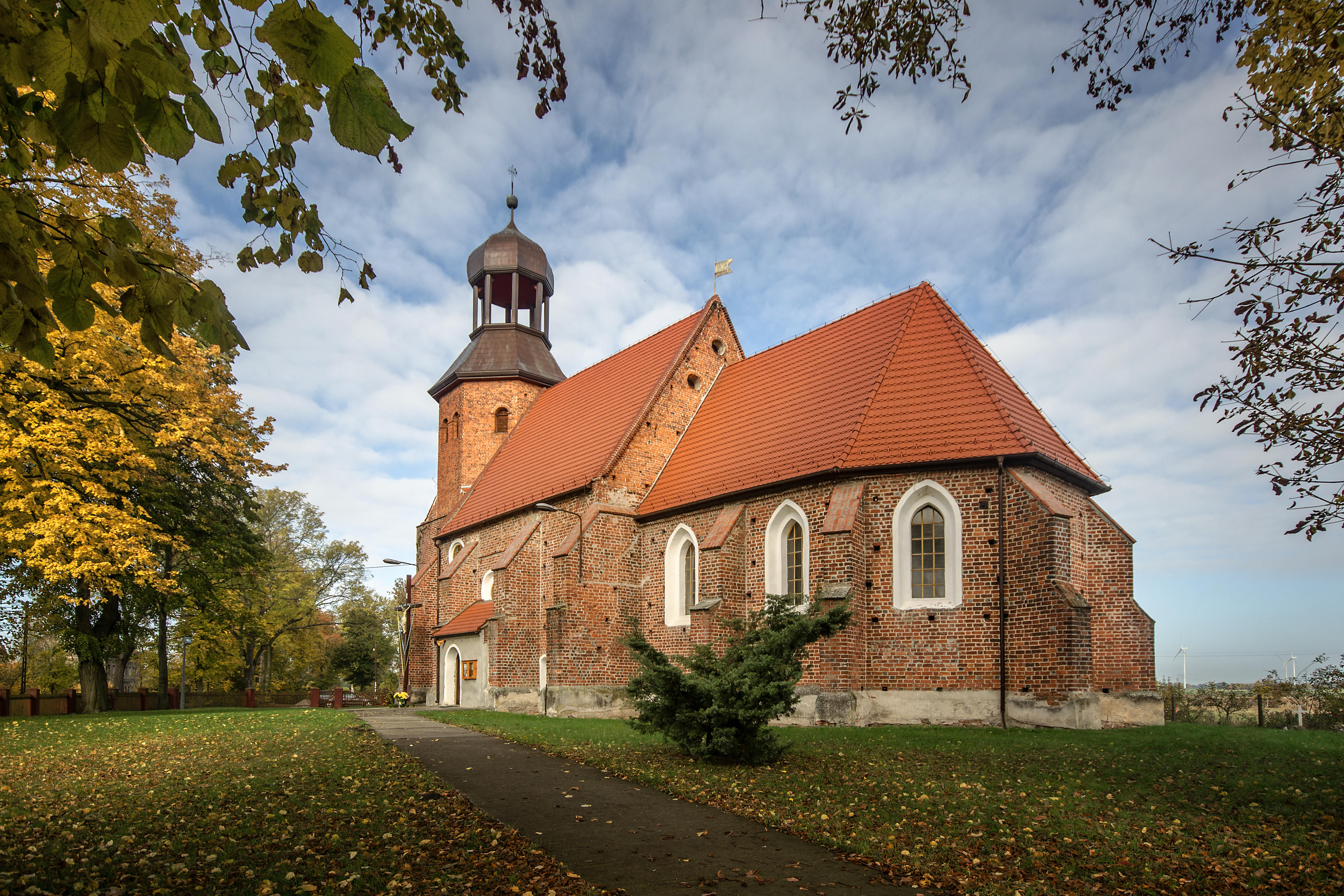
Kirche Mariä Heimsuchung

Wojciechów (deutsch Woitsdorf) ist ein Ort in der Landgemeinde Wilków im Powiat Namysłowski der Woiwodschaft Opole in Polen.

## Geographie
Das Angerdorf Wojciechów liegt drei Kilometer westlich von Wilków (Wilkau), sieben Kilometer westlich von Namysłów (Namslau) und 62 Kilometer nordwestlich von Opole (Oppeln) in der Schlesischen Tiefebene. Südlich verlaufen die Woiwodschaftsstraße 451 und die Bahnstrecke Kluczbork–Oleśnica.
Nachbarorte von Wojciechów sind im Osten Wilków (Wilkau), im Südwesten Pielgrzymowice (Neudorf b. Bernstadt), im Westen Bukowie (Buchwald) und im Norden Pągów (Pangau).

## Geschichte
„Woycechsdorf“ wurde erstmals im Jahre 1266 erwähnt. Im Breslauer Zehntregister Liber fundationis episcopatus Vratislaviensis aus den Jahren 1295–1305 ist es ebenfalls als Woycechsdorf benannt. Für das Jahr 1376 ist erstmals eine Kirche im Ort belegt.
Nach dem Ersten Schlesischen Krieg 1742 fiel Woitsdorf mit dem größten Teil Schlesiens an Preußen. 1779 bestanden in Woitsdorf zwei Rittergüter, Ober- und Nieder-Woitsdorf, beide zu diesem Zeitpunkt in „adelicher Hand“. Mit der Neuorganisation der Provinz Schlesien gehörte die Landgemeinde Woitsdorf ab 1816 zum Landkreis Oels im Regierungsbezirk Breslau. In 1845 bestanden im Dorf zwei Vorwerke, eine Erbscholtisei, eine evangelische Pfarrkirche, eine evangelische Schule, eine Wassermühle, eine Zuckerfabrik, eine Schmiede und 62 Häuser. Im gleichen Jahr lebten in Woitsdorf 604 Einwohner, davon 26 katholisch.
Mitte des 19. Jahrhunderts waren die Güter Ober-Woitsdorf und Nieder-Woitsdorf Teil des 1805 anerkannten standesherrlichen Mediat-Fürstentums Oels, einem Thronlehen mit 26 Städten und Dörfern. Eigentümer war zunächst Friedrich Wilhelm Herzog von Braunschweig-Wolfenbüttel, dann im Minoratserbe Herzog Wilhelm von Braunschweig-Wolfenbüttel, Herzog in Schlesien zu Oels. Dieser große Besitz wurde später aufgeteilt u. a. Nieder- und Ober-Woitsdorf zum Allodialgut umgewandelt.
1874 wurde der Amtsbezirk Woitsdorf gegründet, dem die Landgemeinden Pangau und Woitsdorf sdowie die gleichnamigen Gutsbezirke eingegliedert wurden. Erster Amtsvorsteher war der herzogliche Oberamtmann Rudolphi in Woitsdorf. Bis 1893 besaß der kgl. preußische Oberleutnant der Landwehr Bruno von Rabenau Gutsbesitz am Ort. Bereits 1895 befand sich das Rittergut Ober-Woitsdorf in der Hand der brandenburgischen Familie Fähndrich, deren zahlreiche Vertreter mit mehreren Unternehmen in Luckenwalde zu einigem Wohlstand gekommen waren. Gutsinhaber war seit 1894 Wilhelm Heinrich Emil Fähndrich (1851–1908). 1905 zählte der Ort 59 Häuser und 338 Einwohner. 1933 zählte Woitsdorf 481 Einwohner; 1939 waren es 570 Einwohner. Das Gut Nieder-Woitsdorf befand sich zuletzt im Eigentum der Erbengemeinschaft J. Hübner. Als Pächter agierte hier der Nachfahre Martin Hübner, Inspektor wurde Herr Starke, Gesamtfläche 233 ha. Gut Ober-Woitsdorf war 1937 mit 245 ha ähnlich groß. Die Familie des Gutsbesitzers und kgl. preußischen Rittmeisters Wilhelm Hermann Robert Fähndrich (* 1882), verheiratet mit Jutta Fähndrich-Kapitz (* 1885), saß im Aufsichtsrat der AG Zuckerfabrik Haynau. Gutsverwalter war zuletzt der Diplom-Landwirt und Leutnant Wilhelm Otto Fähndrich (* 1909).
Als Folge des Zweiten Weltkriegs fiel Wilkau 1945 mit dem größten Teil Schlesiens an Polen. Nachfolgend wurde es in Woiciechów umbenannt und der Woiwodschaft Schlesien angeschlossen. Die neu angesiedelten Bewohner waren teilweise Zwangsumgesiedelte aus Ostpolen, das an die Sowjetunion gefallen war. 1950 gelangte es an die Woiwodschaft Oppeln. Seit 1999 gehört es Powiat Namysłowski.

## Sehenswürdigkeiten
- Die römisch-katholische Filialkirche Mariä Heimsuchung (Kościół filialny Nawiedzenia NMP) ist eine gotische Saalkirche aus dem 15. Jahrhundert. Bis 1945 diente sie der protestantischen Gemeinde als Gotteshaus. Seit 1964 steht sie unter Denkmalschutz.[16]
- Gutshaus Nieder-Woitsdorf
- Reste des Gefallenendenkmals